# شهرستان بویز
شهرستان بویز (به انگلیسی: Boise County) یک شهرستان‌های آیداهو در ایالات متحده آمریکا است که در آیداهو واقع شده‌است. شهرستان بویز ۴٬۹۳۹٫۱۳ کیلومتر مربع مساحت و ۷٬۰۲۸ نفر جمعیت دارد.